# Лузин, Сергей Павлович
Сергей Павлович Лузин (1955—2011) — музыкант-мультиинструменталист, поэт, фотохудожник, спортсмен.

## Биография
Родился в Ленинграде 14 мая 1955 года в семье военнослужащего, морского офицера.
До 1971 года семья жила на ул. Союза Связи (ныне вновь Почтамтской улице), а затем переехала в Лигово. В 50-е годы лето детей семьи Лузиных проходило в Вырице, в усадьбе деда по материнской линии, Б. П. Заклинского, священника Вырицкой церкви апостолов Петра и Павла.
Учился в школах № 225 и 208, и в 1972 г. закончил спортинтернат № 62 (ныне Школа Олимпийского резерва № 1).
В 1976 г. окончил ГДОИФК им. П. Ф. Лесгафта по специализации «плавание» (спортивный факультет). По профессии — преподаватель, тренер по плаванию. Являлся мастером спорта, был чемпионом СССР по плаванию в 1971 г.
В течение 23 лет работал преподавателем физвоспитания в Высшем военно-морском училище радиоэлектроники им. А. С. Попова в Новом Петергофе, работал также инструктором по плаванию в СК «Ижорец» в Колпино, в школе № 621, в СКА «Петродворцовый». В 1996 г. женился на О. И. Венециановой.
Стихи начал писать в 16 лет, а с первой половины 70-х годов -начинается его музыкальное творчество. С 1971 до 1985 гг. сотрудничал и записывался с Юрием Морозовым и участвовал в создание ряда дисков. Имеет сольные альбомы: «Метаморфозы» 1978 г., «Сверкающий мир», 1981 г., «Паноптикум», 1984 г., «Песни на стихи Александра Блока», 1992 г., а также инструментальный этюд «Осеннее настроение в полдень», 1991 г.
В 1989 г. создал группу «Приют обречённых», просуществовавшую до 1995 года. В этот период записаны альбомы: «Приют обречённых 1, 2» 1991-94 гг., «Остров откровений», 1994 г.
В 1993-95 гг. участвовал в новаторском импровизационном инструментальном проекте «MEDITATION BAND». В 1996 г. группа распалась. Однако, за небольшой период своего существования она успела записать:15 альбомов, три из которых были подготовлены к изданию : «Сахара», «Грани неизвестного», «Музыка первого снега»
В 2009 г. данный проект был возрождён, а в 2010 г. переименован в «MEDITATION BANG».
В 2006 г. Сергей принял участие в создании кинорежиссёром документалистом В. Козловым фильма «Рок-монолог. Юрий Морозов»
В 2007 г. Сергей Лузин участвовал в записи альбома «Юрию Морозову. A TRIBUTE», в котором с группой «С.Лузин & Friends» записана песня С.Лузина и Ю.Морозова (1978 г.) «Баллада о звёздном свете» в новой аранжировке.
С.Лузин неоднократно выступал на концертах, посвящённых памяти Юрия Морозова сольно и с группой .Отличался высокой музыкальностью, владел многими музыкальными инструментами. Его композиции чрезвычайно разнообразны — от глубинной лирики, философских раздумий до настоящих рока и блюза.
Также являлся членом Союза писателей Северо-Запада России. Его стихи вышли в сборниках «Александрийские дни»(2003 г.), «Светотень» (2004 г.), сборник «Созерцание» в книге Н.Морозовой «Между двух миров» (2009 г.).
Умер в Санкт-Петербурге 8 февраля 2011 г.

## Особенности творчества
О себе и своем творчестве говорил так: «К жизненным истинам иду через собственную душевную и физическую боль, через сострадание. Мои учителя — поэты Серебряного века. Любовь — двигатель моего сердца и мозга».

## Совместное творчество сЮрием Морозовым
- Обломки 1972-73 гг.
- Сон в Красном тереме. 1973—1975 гг.
- Вишнёвый сад Джимми Хендрикса. 1973.
- Свадьба кретинов. 1974-76 гг.
- Вечная сублимация −1976 г.
- Сон 1973 −1976 гг.
- Магнифико 1974-76 гг.
- Джаз ночью 1978 г.
- Просто музыка. 1978 г.
- Женщина − 22. 1979 г.
- Заклинания. 1979 г.
- AUTO DA FE. 1984—1985 гг.
- Cherry garden of Jimi Hendrix — выпущен на CD и виниловым альбомом независимым лейблом Shadoks Musik (Бонн, Германия).